# Carlos Luis Alfonso Mellado
Carlos Luis Alfonso Mellado (València - 1953) Nascut en una família valenciana burgesa de tradició liberal amb profunds vincles amb la cultura i el món jurídic, és jurista i advocat resident a Paiporta. S'integra activament en la vida social del seu poble. L'any 1987, com a independent, forma part de la candidatura d'Esquerra Unida-Unitat del Poble Valencià en les eleccions municipals a l'ajuntament de Paiporta, on és elegit regidor, tot i que dimiteix poc després.
Professionalment, es dedica a l'estudi del Dret del Treball i de la Seguretat Social a la Universitat de València, on el 1992 obté la càtedra a la facultat de Dret. Prèviament, entre 1975 i 1988, treballa com a advocat laboralista per a CC.OO. del País Valencià i com a professor a l'Escola Social de València, fins que ocupa una plaça a la Junta Directiva de la Facultat de Dret. Va ser magistrat de la Sala Social del Tribunal Superior de Justícia entre 1992 i 1997, i posteriorment degà de la Facultat de Dret de la Universitat de València des del 2002 fins al 2009.
Com a jurista, és autor de més d'un centenar d'articles especialitzats i desenes de llibres professionals. Ha participat com a assessor en múltiples reformes legislatives relacionades amb polítiques educatives, econòmiques i socials. És un professional de la justícia àmpliament respectat per diversos sectors socials, destacant en la mediació i assessorament en importants assumptes institucionals i conflictes laborals en empreses públiques i privades. També ha exercit com a director i professor en cursos jurídics, màsters, seminaris, jornades i projectes d'investigació centrats en temes laborals i socials.
El novembre de 2017, fou nomenat candidat de consens entre patronal, sindicats i governs per presidir el Comité Econòmic i Social de la Comunitat Valenciana, càrrec que ocupà fins al 2021.